# Colombier-le-Vieux
Colombier-le-Vieux là một xã ở tỉnh Ardèche, vùng Auvergne-Rhône-Alpes ở đông nam nước Pháp.